# 리노 오비에도

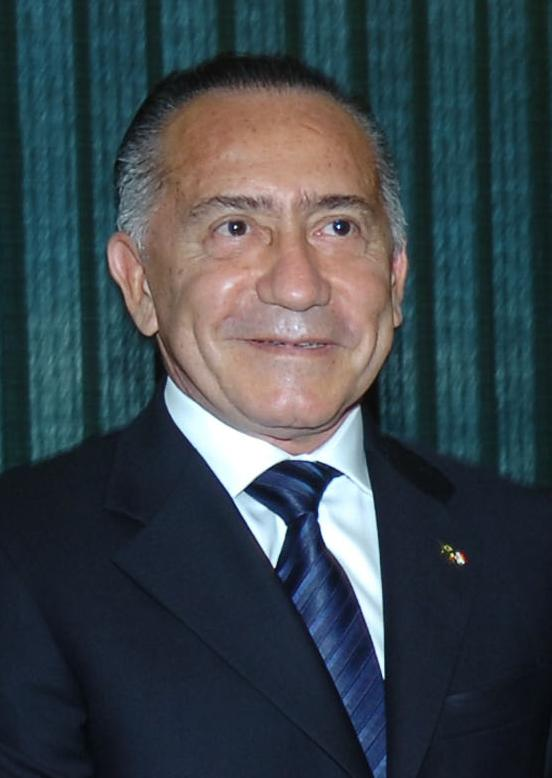
리노 오비에도

리노 오비에도(Lino Oviedo)는 파라과이의 우익 성향 정치인이자 군인이다. 그는 꾸바스 정권 하의 테러를 주도한 사람이다.
한때 스트로에스네르(Stroessner)정권을 몰락시켜 좋은 인물이라는 평가를 받은 사람이었으나, 민정출범 이후 새 대통령인 와스모시에 대한 반감을 느끼고, 와스모시를 괴롭히기 시작했다. 반감이 절정에 이른 1996년 와스모시 대통령을 추방시키기 위한 군부쿠데타를 일으켰으나 실패했고, 오히려 군사반란 혐의로 징역 10년을 선고받았다. 1998년 새로 선출된 꾸바스 대통령은 그를 석방했으나, 이를 핑계로 테러를 일으키게 된다. 1999년에는 테러를 일으켜 아르가냐부통령을 죽이고, 아르헨티나로 도주해 아르헨티나 대통령인 카를로스 메넴과 친구관계를 맺게 되었다. 이후 브라질로 도주했으나 체포되었다.
그는 2013년 2월 2일 대선을 위해 후보로 나섰으나 헬기 사고로 사망했다.